# Anna Burdová
Anna Burdová (* 23. října 1985 Roudnice nad Labem) je česká spisovatelka, publicistka a copywriterka. Jako spisovatelka se věnuje zejména tvorbě knih pro děti.

## Život a práce
Narodila se v Roudnici nad Labem, kde strávila celé dětství a mládí. Jako pětiletá (v roce 1991) prodělala vážné onemocnění, v jehož důsledku přišla o zrak. Proto navštěvovala základní školu a gymnázium pro zrakově postižené v Praze. Poté vystudovala Fakultu sociálních věd (katedru žurnalistiky) na Karlově univerzitě v Praze.
Po dokončení vysokoškolských studií začala působit jako redaktorka na volné noze. Psala např. pro společnost MediaPlanet Czech s.r.o. vydávající tematické komerční přílohy pro české tištěné deníky. Během této spolupráce se Anna Burdová seznámila se základy obsahového marketingu a začala se mu věnovat do hloubky.
V roce 2012 začala spolupracovat s literární agenturou MÁM TALENT, s. r. o., spisovatelky a scenáristky Mgr. Markéty Dočekalové. Zde nejprve působila jako literární redaktorka, později jako asistentka ředitelky a poté vykonávala funkci vedoucí autorského oddělení.Spolupráci s agenturou ukončila v červnu roku 2022.
Od roku 2012 se Anna Burdová věnovala copywritingu, působila jako externí redaktorka několika periodik a nabízela poradenství v obsahovém marketingu. V roce 2020 ale oblast PR a marketingu více méně opustila a zájmově i profesně se přesunula do neziskového sektoru. Působí jako předsedkyně správní rady organizace Spolu s vámi, z. ú., jež od října 2019 provozuje službu návštěv nevidomých a slabozrakých v domovech seniorů, dříve známou pod názvem Návštěvy POTMĚ. Pro Návštěvy POTMĚ pracovala Anna Burdová již od listopadu 2018, kdy šlo o sesterský projekt sbírkového programu Světluška. Nadačního fondu Českého rozhlasu.
Vedle řady dalších aktivit se věnuje tvůrčímu psaní, zejm. psaní knih (nejen) pro děti a jezdí na besedy a autorská čtení do knihoven a škol. Zároveň působí jako literární redaktorka (v rámci služeb pro autory i nakladatele posuzuje knižní rukopisy a nabízí mentorování při úpravách děl) a poskytuje poradenství v oblasti vydávání knih. Na podzim 2023 uvedené služby nabízí pod značkou KNIŽNÍ KOUČINK. Vytváří online kurzy, webináře a připravuje prezenční semináře pro začínající spisovatele.

## Publikace
Knižní prvotinou Anny Burdové je Bětka a Vojtíšek - Jak se těšili na Ježíška, kterou v říjnu 2017 vydalo Nakladatelství Fragment. Stejné nakladatelství v srpnu 2018 vydalo pohádkovou knížku Kdo v přírodě čaruje – Pohádky od jara do zimy. Sedm z dvanácti pohádek, které knížka obsahuje, v únoru 2018 odvysílal Český rozhlas Dvojka a Rádio Junior v pořadu Hajaja.
MÁM TALENT nakladatelství v květnu 2018 vydalo první díl z plánované série titulů O psaní (s podtitulem "Chci vědět víc!"). První díl obsahuje rozhovory s literárními a filmovými tvůrci, které dříve vyšly v časopisu TALENT vydávaný literární agenturou MÁM TALENT. Kniha mj. obsahuje zejm. rozhovory, které pro časopis připravila Anna Burdová (např. se spisovatelkou Irenou Obermannovou, spisovatelem Josefem Formánkem a dalšími).
Na podzim 2019 v nakladatelství Fragment vyšla další další dětská kniha Anny Burdové - Natálka: Svět vzhůru nohama. V září a říjnu 2021 vyšly knížky - ZVÍŘECÍ POMOCNÍCI: Klárka a vodicí pes Daisy a Skřítci Radostníči a veselé čarování. Druhá jmenovaná je společným dílem Anny Burdové a malířky Ivany Pavlišové, která postavičky skřítků Radostníčků již dříve vytvořila pro benefiční klapky zlínského filmového festivalu.

## Hajaja
Od 19. do 25. února 2018 vysílal Český rozhlas v rámci pořadu Hajaja premiéru pohádek Kdo v přírodě čaruje – Pohádky od jara do zimy. Jejich autorkou je Anna Burdová. Pohádky pro rozhlas načetla herečka Eva Hacurová, dramaturgie se ujala Lenka Veverková a režii měl Josef Kačmarčík.
Pohádky byly odvysílány v následujícím pořadí:
1. Jak Ozvěna pomohla lapit pytláky[6]
2. Duch jara[7]
3. Probuzení královny léta[8]
4. Jetelové lístky pro štěstí[9]
5. Jak víla Barvomila přišla o barvičky[10]
6. Nezbedná Meluzína[11]
7. Světlo pro hvězdu Amálku[12]